# Färöische Fußballmeisterschaft 1993
Die Färöische Fußballmeisterschaft 1993 wurde in der 1. Deild genannten ersten färöischen Liga ausgetragen und war insgesamt die 51. Saison. Sie startete am 12. April 1993 und endete am 3. Oktober 1993.
Die Aufsteiger LÍF Leirvík und ÍF Fuglafjørður kehrten nach jeweils drei Jahren in die höchste Spielklasse zurück. Meister wurde GÍ Gøta, die den Titel somit zum dritten Mal erringen konnten. Titelverteidiger B68 Toftir landete auf dem sechsten Platz. Absteigen mussten hingegen LÍF Leirvík nach einem sowie VB Vágur nach sieben Jahren Erstklassigkeit.
Im Vergleich zur Vorsaison verschlechterte sich die Torquote auf 3,02 pro Spiel. Den höchsten Sieg erzielte HB Tórshavn beim 7:0 im Heimspiel gegen LÍF Leirvík am vierten Spieltag. Die torreichste Begegnung gab es mit einem 6:3 zwischen GÍ Gøta und ÍF Fuglafjørður am sechsten Spieltag sowie mit einem 5:4 zwischen HB Tórshavn und B68 Toftir am letzten Spieltag.

## Modus
In der 1. Deild spielte jede Mannschaft an 18 Spieltagen jeweils zwei Mal gegen jede andere. Die punktbeste Mannschaft zu Saisonende stand als Meister dieser Liga fest, die letzten beiden Mannschaften stiegen in die 2. Deild ab. Bei den Europapokalplätzen fiel der Qualifikationsplatz zur Champions League zugunsten zweier Qualifikationsplätze zum UEFA-Pokal weg.

## Saisonverlauf

### Meisterschaftsentscheidung
B68 Toftir stand nach zwei Siegen an der Spitze der Tabelle, durch das 2:2-Unentschieden bei TB Tvøroyri konnte HB Tórshavn nach Punkten aufschließen. Nur aufgrund der Tordifferenz tauschten beide Mannschaften nach dem vierten Spieltag die Plätze. Am nächsten Spieltag verlor HB das Auswärtsspiel mit 1:2 bei B71 Sandur, B68 spielte hingegen 0:0 bei B36 Tórshavn und übernahm somit wieder Platz eins. Dieser konnte bis zur 0:3-Heimniederlage am siebten Spieltag gegen KÍ Klaksvík gehalten werden, danach setzte sich wieder HB Tórshavn auf den ersten Platz. Vier Unentschieden in Folge und die 1:2-Niederlage am zwölften Spieltag im Auswärtsspiel gegen VB Vágur ließen jedoch GÍ Gøta vorbeiziehen, die bis zu diesem Zeitpunkt erst eine Niederlage kassiert hatten. Auch in den folgenden Spielen wurden bis auf ein Unentschieden alle Spiele gewonnen, so dass die Entscheidung um die Meisterschaft bereits am 17. Spieltag fiel. GÍ Gøta gewann bei B68 Toftir mit 1:0, das Siegtor fiel in der 15. Minute. Da der Zweitplatzierte HB Tórshavn nicht über ein 1:1 bei B36 Tórshavn hinauskam, wobei HB in der 59. Minute die Führung für B36 ausglich, stand GÍ somit vorzeitig als Meister fest.

### Abstiegskampf
TB Tvøroyri war durch ein 3:0 gegen ÍF Fuglafjørður der erste Tabellenführer der Saison. Bis einschließlich des 15. Spieltages sollte dies jedoch der einzige Sieg bleiben, ab dem zehnten Spieltag wurde so nur der vorletzte Platz belegt. Durch einen Schlussspurt mit drei Siegen aus den letzten drei Spielen gelang dennoch am 17. Spieltag der Klassenerhalt und einen Spieltag später sogar der Sprung auf Platz sieben.
ÍF Fuglafjørður belegte an den ersten beiden Spieltagen den letzten Platz und konnte diesen durch ein 2:1 im Heimspiel gegen B36 Tórshavn erstmals verlassen. Die Mannschaft konnte durch einen weiteren Sieg am fünften Spieltag kurzzeitig den siebten Platz belegen, rutschte danach jedoch wieder auf den vorletzten Platz ab. Ein 3:2-Heimsieg gegen TB Tvøroyri sorgte erneut für den Sprung auf den siebten Platz, welcher auch bis auf den letzten Spieltag gehalten werden konnte.
LÍF Leirvík startete mit drei Niederlagen bei einem Unentschieden in die Saison, am fünften Spieltag gelang mit einem 3:2 im Heimspiel gegen VB Vágur der erste Sieg. Zwei weitere Siege sowie ein Unentschieden folgten, resultierend darauf belegte LÍF nach dem siebten Spieltag den fünften Platz. In den verbliebenen Saisonspielen sollte jedoch kein weiterer Sieg mehr gelingen, womit die Mannschaft zunächst auf den achten Platz abstürzte und ab dem 16. Spieltag nur noch den vorletzten Platz belegte.
VB Vágur gewann das zweite Saisonspiel gegen ÍF Fuglafjørður mit 3:1 auf heimischen Platz, womit auf den sechsten Platz geklettert werden konnte. Ein Absturz auf den letzten Platz folgte durch sechs Spiele ohne Punktgewinn, dieser wurde ab dem fünften Spieltag durchgängig belegt, erst am zwölften Spieltag gelang mit einem 2:1 gegen HB Tórshavn der zweite Sieg. Dennoch stand nach dem 17. Spieltag der Abstieg fest. VB Vágur verlor hierbei mit 0:1 bei KÍ Klaksvík, den Siegtreffer erzielte Arnold Joensen in der 16. Minute. Der Achtplatzierte TB Tvøroyri konnte währenddessen mit 1:0 gegen B71 Sandur gewinnen, wobei Torbjørn Jensen in der 58. Minute ein Eigentor zum Endstand unterlief. Der Abstand zum Nichtabstiegsplatz wuchs für VB Vágur somit auf uneinholbare vier Punkte an.
Am letzten Spieltag wurde der zweite Absteiger ermittelt. LÍF Leirvík hatte hierbei bei deutlich schlechterer Tordifferenz einen Punkt Rückstand auf den achten Platz sowie zwei Punkte Rückstand auf den Siebtplatzierten ÍF Fuglafjørður. Diese verloren ihr Spiel auswärts mit 2:4 gegen B71 Sandur, während LÍF nicht über ein 3:3 im Heimspiel gegen B36 Tórshavn hinauskam. Gleichzeitig gewann der zuvor Achtplatzierte TB Tvøroyri mit 3:0 bei VB Vágur und sicherte sich somit den Klassenerhalt. Demzufolge hätte auch ein Sieg von LÍF Leirvík nicht gereicht, um den achten Platz noch zu erreichen.

## Abschlusstabelle
| Pl. | Verein              | Sp. | S  | U | N  | Tore    | Diff. | Punkte |
| --- | ------------------- | --- | -- | - | -- | ------- | ----- | ------ |
| 1.  | GÍ Gøta             | 18  | 11 | 6 | 1  | 032:140 | +18   | 28:80  |
| 2.  | HB Tórshavn (P)     | 18  | 9  | 7 | 2  | 041:200 | +21   | 25:11  |
| 3.  | KÍ Klaksvík         | 18  | 9  | 5 | 4  | 024:150 | +9    | 23:13  |
| 4.  | B71 Sandur          | 18  | 10 | 3 | 5  | 030:260 | +4    | 23:13  |
| 5.  | B36 Tórshavn        | 18  | 6  | 6 | 6  | 021:170 | +4    | 18:18  |
| 6.  | B68 Toftir (M)      | 18  | 5  | 6 | 7  | 030:280 | +2    | 16:20  |
| 7.  | TB Tvøroyri         | 18  | 4  | 6 | 8  | 024:300 | −6    | 14:22  |
| 8.  | ÍF Fuglafjørður (N) | 18  | 5  | 3 | 10 | 027:410 | −14   | 13:23  |
| 9.  | LÍF Leirvík (N)     | 18  | 3  | 6 | 9  | 025:460 | −21   | 12:24  |
| 10. | VB Vágur            | 18  | 3  | 2 | 13 | 018:350 | −17   | 08:28  |

Platzierungskriterien: 1. Punkte – 2. Tordifferenz – 3. geschossene Tore

| (M) | Meister des Vorjahrs           |
| (P) | Pokalsieger des Vorjahrs       |
| (N) | Neuaufsteiger aus der 2. Deild |

## Spiele und Ergebnisse
|                 | B36 | B68 | B71 | GÍ  | HB  | ÍF  | KÍ  | LÍF | TB  | VB  |
| --------------- | --- | --- | --- | --- | --- | --- | --- | --- | --- | --- |
| B36 Tórshavn    |     | 0:0 | 0:2 | 0:2 | 1:1 | 3:1 | 0:1 | 4:1 | 2:0 | 2:0 |
| B68 Toftir      | 0:0 |     | 5:1 | 0:1 | 1:1 | 2:0 | 0:3 | 5:1 | 1:1 | 1:3 |
| B71 Sandur      | 1:0 | 2:0 |     | 1:1 | 2:1 | 4:2 | 2:1 | 2:0 | 4:3 | 4:1 |
| GÍ Gøta         | 2:1 | 1:1 | 3:0 |     | 0:0 | 6:3 | 3:1 | 2:1 | 2:0 | 1:0 |
| HB Tórshavn     | 1:1 | 5:4 | 3:0 | 1:1 |     | 4:1 | 2:0 | 7:0 | 2:1 | 2:0 |
| ÍF Fuglafjørður | 2:1 | 1:0 | 2:2 | 0:2 | 1:2 |     | 2:1 | 3:3 | 3:2 | 4:1 |
| KÍ Klaksvík     | 0:0 | 1:0 | 1:1 | 1:0 | 2:2 | 2:1 |     | 4:0 | 0:0 | 1:0 |
| LÍF Leirvík     | 3:3 | 3:4 | 2:1 | 1:1 | 1:1 | 0:0 | 1:3 |     | 0:2 | 3:2 |
| TB Tvøroyri     | 0:2 | 2:2 | 1:0 | 1:1 | 2:5 | 3:0 | 1:1 | 1:4 |     | 1:1 |
| VB Vágur        | 0:1 | 2:4 | 0:1 | 2:3 | 2:1 | 3:1 | 0:1 | 1:1 | 0:3 |     |

## Torschützenliste
Bei gleicher Anzahl von Treffern sind die Spieler nach dem Nachnamen alphabetisch geordnet.
| Platz | Spieler               | Mannschaft      | Tore |
| ----- | --------------------- | --------------- | ---- |
| 1     | Uni Arge              | HB Tórshavn     | 11   |
| 2     | Torbjørn Jensen       | B71 Sandur      | 08   |
| 3     | Øssur Hansen          | B68 Toftir      | 07   |
| 3     | Henning Jarnskor      | GÍ Gøta         | 07   |
| 3     | Súni Fríði Johannesen | B68 Toftir      | 07   |
| 6     | Kári Gullfoss         | B36 Tórshavn    | 06   |
| 6     | Sámal Joensen         | GÍ Gøta         | 06   |
| 6     | Gunnar Mohr           | HB Tórshavn     | 06   |
| 6     | Pól Thorsteinsson     | VB Vágur        | 06   |
| 10    | Olgar Danielsen       | KÍ Klaksvík     | 05   |
| 10    | Arnold Joensen        | KÍ Klaksvík     | 05   |
| 10    | Birgir Jørgensen      | TB Tvøroyri     | 05   |
| 10    | Egill Steinþórsson    | VB Vágur        | 05   |
| 10    | Eyðun Svalbard        | TB Tvøroyri     | 05   |
| 10    | Gert Langgaard        | LÍF Leirvík     | 05   |
| 10    | Magni á Lakjuni       | ÍF Fuglafjørður | 05   |
| 10    | Pauli Jarnskor        | GÍ Gøta         | 05   |

## Trainer
| Mannschaft      | Trainer            | Spieltage |
| --------------- | ------------------ | --------- |
| B36 Tórshavn    | Jacek Burkhardt    | 01–18     |
| B68 Toftir      | Jógvan Norðbúð     | 01–18     |
| B71 Sandur      | Piotr Krakowski    | 01–18     |
| GÍ Gøta         | Jóhan Nielsen      | 01–18     |
| HB Tórshavn     | Sverri Jacobsen    | 01–18     |
| ÍF Fuglafjørður | Meinhard Dalbúð    | 01–18     |
| KÍ Klaksvík     | Petur Mohr         | 01–18     |
| LÍF Leirvík     | Oddbjørn Joensen   | 01–18     |
| TB Tvøroyri     | Dánjal Hovgaard    | 01–18     |
| VB Vágur        | Egill Steinþórsson | 01–18     |

Während der gesamten Saison gab es keine Trainerwechsel.

## Spielstätten
| Mannschaft      | Stadion        | Spielort     |
| --------------- | -------------- | ------------ |
| B36 Tórshavn    | Gundadalur     | Tórshavn     |
| B68 Toftir      | Svangaskarð    | Toftir       |
| B71 Sandur      | Inni í Dal     | Sandur       |
| GÍ Gøta         | Sarpugerði     | Norðragøta   |
| HB Tórshavn     | Gundadalur     | Tórshavn     |
| ÍF Fuglafjørður | Í Fløtugerði   | Fuglafjørður |
| KÍ Klaksvík     | Við Djúpumýrar | Klaksvík     |
| LÍF Leirvík     | Uppi á Brekku  | Leirvík      |
| TB Tvøroyri     | Sevmýri        | Tvøroyri     |
| VB Vágur        | Á Eiðinum      | Vágur        |

## Schiedsrichter
Folgende Schiedsrichter leiteten die 90 Erstligaspiele (zu einem Spiel fehlen die Daten):
| Name                    | Stammverein     | Spiele |
| ----------------------- | --------------- | ------ |
| Niklas á Líðarenda      | GÍ Gøta         | 11     |
| Jóhan Carl Dam          | HB Tórshavn     | 09     |
| Baldvin Baldvinsson     | B36 Tórshavn    | 08     |
| Nemus Napoleon Djurhuus | HB Tórshavn     | 08     |
| Kim Ejdesgaard          | Fram Tórshavn   | 08     |
| Lassin Isaksen          | KÍ Klaksvík     | 08     |
| Egga Jensen             | HB Tórshavn     | 08     |
| Jónfinn Olsen           | SÍF Sandavágur  | 08     |
| Birgir Sondum           | B36 Tórshavn    | 08     |
| Petur Erhard Kjærbo     | SÍ Sumba        | 05     |
| Herman Midjord          | ÍF Fuglafjørður | 05     |
| Jóhan Petur Olgarsson   | Royn Hvalba     | 01     |
| Preben Olsen            | VB Vágur        | 01     |
| Frits Poulsen           | SÍ Sumba        | 01     |

## Die Meistermannschaft
In Klammern sind die Anzahl der Einsätze sowie die dabei erzielten Tore genannt.
| 1. | GÍ Gøta |
|    | Hans Leo í Bartalsstovu (7/1) \| Per Dalheim (2/1) \| Heini Heinason (13/2) \| Henning Jarnskor (18/7) \| Magni Jarnskor (6/1) \| Pauli Jarnskor (16/5) \| Sámal Joensen (17/6) \| Alvi Justinussen (18/1) \| Rúni Justinussen (18/2) \| Símun Petur Justinussen (17/4) \| Jens Martin Knudsen (17/0) \| Petur Páll Mikkelsen (10/0) \| Samson Nesá (10/0) \| Jóan Petur Olsen (15/1) \| Svenn Olsen (9/0) \| Trúgvi Olsen (1/0) \| Janus Rasmussen (10/0) \| Anton Skoradal (3/0) \| Jan Skoradal (8/1) \| Erland Tvørfoss (1/0) ohne Einsatz: Kári Heini Hansen \| Petur Larsen \| Jóannes M. Mikkelsen - Trainer: Jóhan Nielsen |

## Nationaler Pokal
Im Landespokal gewann B71 Sandur mit 2:1 im Wiederholungsspiel gegen HB Tórshavn. Meister GÍ Gøta schied im Viertelfinale mit 1:3 gegen HB Tórshavn aus.

## Europapokal
1993/94 spielte B68 Toftir als Meister des Vorjahres in der Qualifikation zur Champions League gegen Croatia Zagreb (Kroatien). Das Hinspiel wurde mit 0:5 verloren, das Rückspiel endete 0:6.
HB Tórshavn spielte als Pokalsieger des Vorjahres in der Qualifikation zum Europapokal der Pokalsieger. Das Hinspiel gegen RAF Jelgava (Lettland) wurde mit 0:1 verloren. Da der Gegner jedoch nicht zum Rückspiel antrat, wurde das Spiel mit 3:0 für HB gewertet und so konnte erstmals ein färöischer Verein die Qualifikation für die erste Hauptrunde erreichen. Dort schied HB dann jedoch mit 0:4 und 0:3 gegen FC Universitatea Craiova (Rumänien) aus.